# Epístola a Tito
A Epístola a Tito, por vezes conhecida apenas como Tito, foi uma carta de autoria atribuída ao Apóstolo Paulo endereçada ao seu "filho na fé" Tito.

## Data e autoria
Paulo é comumente aceito como autor dessa epístola, que teria sido escrita por volta dos anos 63 e 65 d.C.. É provável que nessa época Paulo estivesse na Macedônia.

## Conteúdo
Tito era um cristão gentio, grego, que auxiliava no ministério de Paulo. Quando Paulo partiu de Antioquia da Síria para defender seu evangelho em Jerusalém, levou Tito com ele (Gl 2.1-3). Supõe-se que Tito teria trabalhado com Paulo em Éfeso durante sua terceira viagem missionária. De Éfeso Paulo o enviou para ajudar a igreja de Corinto (2 Co 2.12-13; 7.5-6; 8.6).
Nessa carta Paulo aconselha o jovem pastor a como proceder na escolha dos presbíteros. Paulo também enfatiza o modo de se tratar as pessoas de variadas faixas etárias na igreja. Por fim Paulo incentiva ao evangelista a ajudar as pessoas no sentido do comportamento cristão exemplar, exortando-o a se tornar um exemplo para os fiéis.
Essa carta, e as duas endereçadas a Timóteo, são conhecidas como Epístolas pastorais. Tomás de Aquino, no ano de 1274, referindo-se a I Timóteo, escreveu: “Esta carta é, por assim dizer, uma lei pastoral que o apóstolo enviou a Timóteo”. Nessas cartas a atenção é dirigida ao cuidado do rebanho de Deus, à administração da igreja e ao comportamento nela. Embora as cartas tenham sido endereçadas a Timóteo e Tito e contenham orientações pessoais, elas foram claramente escritas para o benefício das igrejas associadas a eles.

## Controvérsias acerca da autoria
Dúvidas acerca da autoria paulina dessa carta foram expressas pela primeira vez, provavelmente, durante os primeiros anos do século XIX. Particularmente desde a publicação da obra de Percy Neale Harrison, intitulada The Problem of the Pastoral Letters (O problema das Epístolas Pastorais), de 1921, o debate acerca da autoria tem se intensificado bastante. Em geral, os argumentos contra a autoria paulina se fundamentam na situação histórica, no tipo de ensino falso censurado, no estágio de organização eclesiástica que é descrito e no vocabulário e estilo.

### Situação histórica
Os eventos históricos citados no livro (Tt 1.5; 3.12) não se harmonizam com a estrutura geral do livro de Atos. Mesmo aceitando que o autor de Atos, Lucas, teria feito um registro seletivo das atividades de Paulo, é difícil encontrar lugar para os tais eventos. Porém a teoria de que Paulo esteve livre por um tempo após sua prisão citada no fim do livro de Atos ajustaria esses eventos e, à luz das evidências disponíveis, essa teoria não parece irracional. Certamente Paulo estava esperando a liberdade (Fp 1.25; 2.23,24; Fm 22), e a atmosfera do último parágrafo de Atos aponta nessa direção e não para a sua morte. A tradição sustenta a ideia de um período de liberdade, durante o qual Paulo se empenhou em mais esforços missionários, e que foi abreviado por seu encarceramento final em Roma (l Clemente 5.7; Eusébio, História Eclesiástica ii.22.1,2). Alguns estudiosos modernos também apoiam essa reconstrução dos acontecimentos  . Como teoria, é tão plausível quanto a que afirma que a atividade de Paulo, se não sua vida, termina com o último capítulo de Atos.

### Tipos de ensino censurados
Esforços têm sido feitos na tentativa de provar que os falsos ensinos refutados nas Epístolas Pastorais refletem o gnosticismo do século II. Por outro lado, os que negam isso ressaltam que o gnosticismo pode ter se originado já no século I, e que o que se condena nessas epístolas está mais próximo do gnosticismo incipiente do que a forma mais desenvolvida dessa corrente filosófico-religiosa. Aliás, não é fácil discernir diferenças essenciais entre as práticas condenadas nessas cartas e uma mistura do gnosticismo refutado em Colossenses e do judaísmo combatido em Gálatas. É visível que a forma como o gnosticismo é tratado nesses livros é diferente e a refutação é substituída pela denúncia, inclusive sendo acrescentadas orientações acerca do tratamento prático da situação. Porém isso pode ser explicado pelo fato de que as cartas pastorais não são endereçadas a igrejas, mas a representantes apostólicos familiarizados com as respostas de Paulo a essas heresias, embora ainda assim necessitem do conselho dele sobre a maneira em que devem lidar com elas.

### Organização eclesiástica
Mais objeções são citadas com base na ideia de que a organização na igreja primitiva dificilmente poderia ter se desenvolvido ao nível descrito aqui durante a época apostólica. A posição atribuída a Timóteo e Tito e também o uso que Paulo faz do termo “bispo” são considerados reflexo do episcopado monárquico, que sabemos que não surgiu antes do início do século II. E evidente que Timóteo e Tito exerciam autoridade mais ampla do que a de um ancião comum do Novo Testamento, mas faziam isso claramente como representantes do apóstolo, e não como bispos monárquicos. Sempre que ocorre o singular da palavra “bispo”, sem dúvida é usada no sentido genérico. Longe de sugerir que um bispo deveria ser indicado em cada igreja, Paulo destaca a pluralidade de presbíteros “em cada cidade”. O argumento de que o governo da igreja descrito nas Epístolas Pastorais seja pós-apostólico perde muito do seu peso quando o ensino dessas cartas com relação a bispos e presbíteros é comparado com passagens como At 14.23; 20.17,28; Fp 1.1; lTs 5.12,13. É particularmente importante a fala de Paulo aos anciãos (episkopoi) de Éfeso, visto que eles eram ativamente responsáveis naquela igreja antes do ministério de Timóteo lá. Finalmente, em conexão com a organização eclesiástica, seria bom comparar o conselho dado em lTm 5 com relação às viúvas com At 6.1; 9.39,41.

### Vocabulário e estilo
É provável que a objeção mais significativa contra a autoria paulina venha das diferenças claramente discerníveis entre a linguagem e estilo das Pastorais e das outras cartas aceitas como paulinas. Esse argumento é desenvolvido de forma bastante convincente na obra de Harrison. Ele ressalta que um grande número de palavras que ocorre nesse conjunto de cartas não apareceu anteriormente nos escritos de Paulo, e que algumas, de fato, não são encontradas em outros livros do NT. Além disso, algumas palavras que foram usadas anteriormente agora trazem um sentido diferente. Por exemplo, enquanto a palavra “fé” antes tinha tido o sentido de “confiança”, aqui é usada para descrever o “corpo de doutrinas”. Mas o desvio estilístico mais marcante das cartas paulinas anteriores está no uso dos particípios, essas palavras em que o estilo individual está envolvido em escala tão grande, e que não parecem sujeitas ao mesmo grau de mudança como o vocabulário e o estilo geral de um autor. A diferença entre as outras cartas de Paulo com relação a isso é menor que a diferença entre todas elas e as Pastorais. Além disso, há uma ausência marcante de certas preposições e pronomes que caracterizam os escritos reconhecidamente paulinos. A primeira vista, o argumento que surge da análise estatística das palavras usadas é impressionante, mas sua força é diminuída quando outros fatores são levados em consideração. Precisamos dar o devido valor às importantes diferenças de variação de vocabulário e estilo que ocorrem nas suas outras cartas. Mudanças tanto de vocabulário quanto de estilo também podem ser atribuídas em alguma medida ao propósito que o autor tem em mente. Ele está tratando de situações essencialmente diferentes das tratadas nas cartas anteriores. Tampouco se pode ignorar a idade do autor, ou o fato de que ele está se dirigindo a indivíduos, e não a igrejas. Precisa-se levar em consideração também o método de composição que foi usado pelo autor. Parece provável que o autor empregava os préstimos de um amanuense (copista) que tinha permissão para uma certa liberdade na real formulação do material que lhe era ditado, sendo a carta depois escrutinada pelo autor.